# 聖ペトカ教会

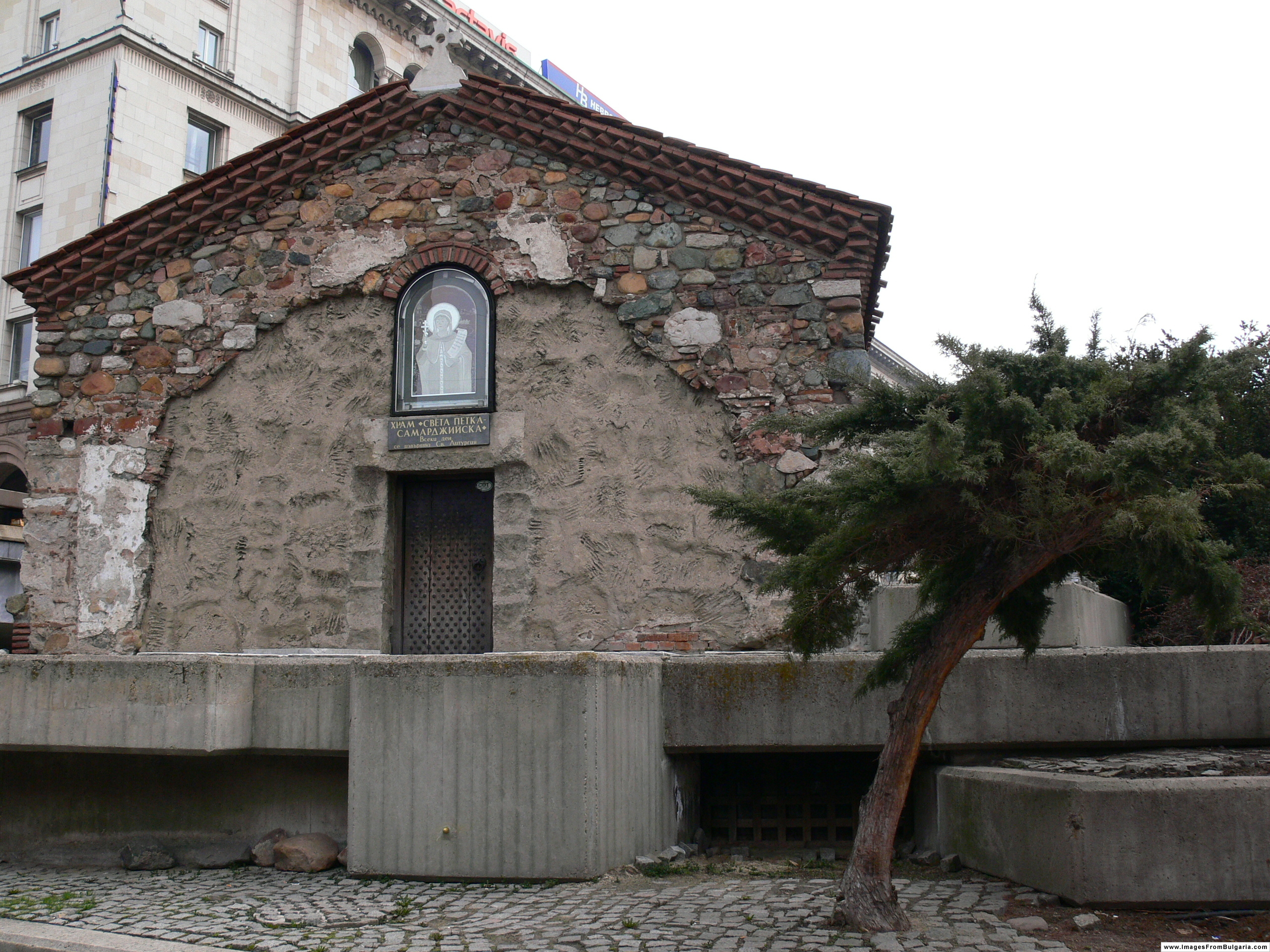
聖ペトカ教会

馬具工の聖ペトカ教会（ばぐこうのせい-きょうかい、ブルガリア語: Църква „Света Петка Самарджийска“、ラテン文字転写Tsarkva Sveta Petka "Samardzhiyska"）、通称聖ペトカ教会あるいは聖ペトカ地下教会は中世ブルガリアに建てられたブルガリア正教会の聖堂。ブルガリアの首都ソフィアにある。
聖ペトカ教会は一室の身廊を持つ小さな聖堂で、その高さの半分ほどは地面を掘った穴の中にある。教会はかつても今もソフィアの中心部となっている地区に建っており、現在はツム・デパート（ЦУМ、TZUM）の地下道に接続している。教会はその半円柱型のアーチ型屋根、球形のアプス、そして第二次世界大戦後の発掘により発見された地下聖堂などを有する。その外壁は1メートルの厚さがあり、石とれんがによって出来ている。
聖堂はオスマン帝国の支配下であった16世紀に登場し、かつての古代ローマの宗教施設の跡に建造されている。こんにちでは14世紀、15世紀、17世紀、19世紀の壁画で知られる文化的遺産である。
聖堂はブルガリアの聖ペトカ（Петка Българска、Petka Bulgarska）と呼ばれる11世紀の聖人に捧げられたものである。また、「馬具工」という呼称は、教会が中世に馬具工たちの守護者となって機密を行ったことに由来する。
一説によれば、ブルガリアの国家的英雄ヴァシル・レフスキ（Васил Левски、Vasil Levski）はここで埋葬されたとされている。この説はレフスキに関するニコライ・ハイトフ（Николай Хайтов、Nikolay Haytov）の研究によって支持され、さらに1956年の発掘調査によって裏付けられている。発掘調査では地下聖堂に幾らかの人骨が見つかっている。しかし、1980年代にブルガリア科学アカデミー（en）の考古学部門はこの説を支持せず、厳しい論争を引き起こした。この説に関してはいまだ結論は得られていない。